# Verwaltungsgemeinschaft Sparneck
In der Verwaltungsgemeinschaft Sparneck im oberfränkischen Landkreis Hof haben sich folgende Gemeinden zur Erledigung ihrer Verwaltungsgeschäfte zusammengeschlossen:
1. Sparneck, Markt, 1515 Einwohner, 16,36 km²
2. Weißdorf, 1199 Einwohner, 21,91 km²

Sitz der Verwaltungsgemeinschaft ist Sparneck.
Der Verwaltungsgemeinschaft gehörte von der Gründung am 1. Mai 1978 bis 31. Dezember 1979 auch die Marktgemeinde Zell an.